# 吳伯尚 (崇禎進士)
吳伯尚（1609年—？），字敬躋，號皇曆，南直隸常州府武進縣人，明末清初政治人物。

## 生平
崇禎十五年（1642年）壬午科中式應天鄉試第七十五名舉人，崇禎十六年（1643年）癸未科會試第二百七十一名，三甲第二百九十五名進士，吏部觀政，十七年授中書舍人

## 家族
曾祖吳時茂，赠通奉大夫江西右布政使。祖父吴培，累赠通奉大夫江西右布政。父吳暘，萬曆丁未進士，歷任福建左布政，特赠太仆正卿。